# Garphyttans Nationalpark
59°16′44″N 14°53′18″Ø / 59.27889°N 14.88833°Ø
Garphyttan er en  nationalpark ved den østlige ende af Kilsbergen i Lekebergs kommun, cirka 15 kilometer vest for Örebro. Nationalparkens areal er på 111 hektar (1,11 kvadratkilometer) og  den blev oprettet i 1909.
Seværdigheder: De blomsterrige gamle marker, det rige fugleliv og udsigten fra Svensbodaberget.
Den 280 kilometer lange vandrevej Bergslagsleden går gennem området. 